# Paraloxoblemmus
Paraloxoblemmus is een geslacht van rechtvleugeligen uit de familie krekels (Gryllidae). De wetenschappelijke naam van dit geslacht is voor het eerst geldig gepubliceerd in 1907 door Karny.

## Soorten
Het geslacht Paraloxoblemmus omvat de volgende soorten:
- Paraloxoblemmus angulifrons Chopard, 1951
- Paraloxoblemmus loxoblemmoides Karny, 1907